# Stadio Niigata
Lo Stadio Niigata, in giapponese 新潟スタジアム (Nīgata sutajiamu?), è uno Stadio situato a Niigata, in Giappone.
Inaugurato nel 2001, ospita le partite casalinghe dell'Albirex Niigata. È stato sede di tre partite del campionato del mondo 2002. Ha una capienza di 42 300 posti.

## Incontri del campionato mondiale di calcio 2002
Lo stadio ha ospitato 3 partite dei Mondiali 2002
- Irlanda -  Camerun 1-1 (Fase a gironi), il 1º giugno 33.679 spettatori
- Croazia -  Messico 0-1 (Fase a gironi), il 3 giugno 32.239 spettatori
- Danimarca -  Inghilterra 0-3 (Ottavi di Finale), il 15 giugno 40.581 spettatori